# سیارک ۸۸۶۲
سیارک ۸۸۶۲ (به انگلیسی: 8862 Takayukiota، نامگذاری:1991UZ) هشت هزار و هشتصد و شصت و دومین سیارک کشف شده‌است که در ۱۸ اکتبر ۱۹۹۱ کشف شد.